# 木卫二十五
木卫二十五又稱為「伊莉諾姆」（S/2000 J 4，Erinome），是环绕木星运行的一颗卫星。木卫二十五在2001年斯科特·謝帕德領導的天文小組於夏威夷大學發現，並暫時給它一個叫做S/2000 J 4的臨時編號。以木卫二十五的軌道特性來分類的話，會被歸類為加爾尼群（加爾尼群是一群木星的衛星離木星23000000公里到24000000公里之間）。軌道傾斜165°左右，而木卫二十五符合這些特性。木衛二十五的直径约为3.2公里，半長軸22,986,266公里，公轉木星繞一圈需要711.96個地球日，軌道傾角163.737°，軌道離心率0.2552。